# بيلي كوين
بيلي كوين (بالإنجليزية: Billy Queen) هو لاعب كرة قاعدة أمريكي، ولد في 28 نوفمبر 1928 في غاستونيا في الولايات المتحدة، وتوفي بنفس المكان في 23 أبريل 2006.